# 淺利陽介
淺利陽介（日语：／ Asari Yōsuke，1987年8月14日—）是一位日本男演員，出身於東京都，屬beacon-lab旗下藝人。

## 演出

### 電視劇
- 17歲-at seventeen-（1994年4月28日－9月1日，富士電視台）
- 超級戰隊系列（朝日電視台）
  - 超力戰隊王連者 第23集（1995年8月4日）
  - 電磁戰隊百萬連者 第1、14集（1997年2月14日・5月18日）
- NHK大河劇（NHK）
  - 吉（1996年）：飾演 宇喜多秀家（少年）
  - 元祿繚亂（1999年）：飾演 柳澤吉里（日语：柳沢吉里）（少年）
  - 北條時宗（2001年）：飾演 北條時宗（少年）／北條高時
  - 新選組!（2004年）：飾演近藤周平（日语：谷周平）
  - 功名十字路（2006年）：飾演 不破萬作
  - 風林火山（2007年）：飾演 小山田彌三郎（日语：小山田信有 (弥三郎)）
  - 軍師官兵衛（2014年）：飾演 小早川秀秋
  - 真田丸（2016年）：飾演 小早川秀秋
  - 麒麟來了（2020年）：飾演 松平廣忠
- こころ預かります（1996年1月22日，TBS）
- 春さん夢配達人（1996年2月18日，關西電視台）
- おふくろの挑戦（1996年2月18日，富士電視台）
- 天晴れ夜十郎（1996年9月13日－1997年3月21日，NHK）
- 連續電視小說（NHK）
  - 天高氣爽（1998年4月6日－10月3日）
  - 明日香（1999年10月4日－2000年4月1日）：飾演 速田俊作（少年）
  - 康乃馨 第122集至最終回（2012年2月27日－3月31日）：飾演 強尼
- HOTEL（1998年4月9日－6月25日，TBS）
- しくじり鏡三郎 第13集（1999年6月25日，NHK）
- 蒼天の夢 松陰と晋作・新世紀への挑戦（2000年1月1日，NHK數位衛星高畫質頻道）：飾演 吉田寅次郎
- 平成夫婦茶碗〜ドケチの花道〜 第2集（2000年1月19日，日本電視台）：飾演 堤翔太
- 永遠の仔（2000年4月10日－6月26日，讀賣電視台）：飾演 有澤梁平（少年時代）
- 蜜蜂の休暇（2001年6月11日－7月9日，NHK）：飾演 鳴海繁人
- 孩子們的戰爭 第3季（2001年7月30日－9月28日）、SP（2002年7月20日）、第5季（2003年7月28日－9月26日）：飾演 風間一平
- 聖徳太子（2001年11月10日，NHK大阪放送局）：飾演 聖德太子（少年時代）
- HR（2002年10月9日－2003年3月26日，富士電視台）：飾演 須磨直列
- 精霊流し〜あなたを忘れない〜 第2、3、16集（2002年11月12日、13日、12月5日，NHK）：飾演 大石春人（少年時代）
- 坊さん弁護士・郷田夢栄（2003年1月29日，東京電視台）：飾演 田代稔
- 池袋西口公園（2003年3月28日，TBS）
- 龍神町龍神十三番地（2003年6月26日，TBS） ：飾演 花井良行
- 曼哈頓愛情故事 最終回（2003年12月18日，TBS）
- こちら本池上署 第3季第2集（2004年1月19日，TBS） ：飾演 中尾信平
- 警視庁鑑識班2004 第2集（2004年1月21日，日本電視台） ：飾演 近藤一輝
- 月曜ミステリー劇場 名探偵キャサリン 第14作（2004年8月2日，TBS） ：飾演 橘翔太
- 虎與龍（2005年4月15日－6月24日，TBS） ：飾演 林屋亭烏龍
  - SP（2005年1月9日）
- 慶次郎縁側日記 第2季 第2集（2005年10月14日，NHK） ：飾演 直太
- きみの知らないところで世界は動く（2005年11月28日，NHK數位衛星高畫質頻道） ：飾演 ジーコ
- 水戸黄門 第35部 第14集（2006年1月23日，TBS） ：飾演 橘路之助
- きたな（い）ヒーロー（2006年3月19日，日本電視台） ：飾演 片田道弘
- 少しは，恩返しができたかな（2006年3月22日，TBS） ：飾演 宮田透
- てるてるあした 第10集至最終回（2006年6月16日－23日，朝日電視台） ：飾演 鈴木誠一郎
- PS 羅生門 警視庁東都署 第3集（2006年7月19日，朝日電視台） ：飾演 海老原和也
- 我們的戰爭（2006年9月17日，TBS） ：飾演 古屋英二
- 僕の歩く道 第9集（2006年12月5日，關西電視台） ：飾演 古賀和彦
- 明智光秀〜神に愛されなかった男〜（2007年1月3日，富士電視台） ：飾演 森蘭丸
- 新・京都迷宮案内4 第4集（2007年2月1日，朝日電視台） ：飾演 上野俊哉
- ハゲタカ 最終回（2007年3月24日，NHK）
- 月曜ゴールデン 西村京太郎サスペンス 十津川警部シリーズ38（2007年4月2日，TBS） ：飾演 佐竹勇夫
- サンシャイン デイズ（2007年8月26日－12月9日，神奈川電視台） ：飾演 小沢やすし
- 世界奇妙物語（富士電視台）
  - 2007秋季特別篇「倒數計時」 （2007年10月2日） ：飾演 森岡
  - 2017秋季特別篇「自由式母親」（2017年10月14日）：飾演 大岩
- 相棒（朝日電視台）
  - season6 第10集（2008年1月1日）：飾演 安藤博貴
  - season14 第15集（2016年2月10日）：飾演 青木年男
  - season15（2016年10月12日 - 2017年3月22日）：飾演 青木年男
  - season16（2017年10月18日 - 2018年3月14日）：飾演 青木年男
  - season17（2018年10月18日 - 2018年3月14日）：飾演 青木年男
  - season18（2019年10月9日 - 2020年3月18日）：飾演 青木年男
  - season19（2020年10月14日 - 2021年3月17日）：飾演 青木年男
  - season20（2021年10月13日 - 2022年3月23日）：飾演 青木年男
  - season22 第1集（2023年10月18日）：飾演 青木年男
- おふくろ先生のゆうばり診療日記1（2008年2月25日，TBS / MBS） ：飾演 山崎高志
- トップセールス 第5集（2008年5月10日，NHK） ：飾演 横山敦也
- 教頭當家 第4集至第6集（2008年5月10日－6月7日，TBS） ：飾演 鹿取 
  - SP（2008年10月4日）
- Code Blue救護直升機醫生（富士電視台）：飾演 藤川一男
  - 第1季（2008年7月3日－9月11日）
  - 特別篇（2009年1月10日）
  - 第2季（2010年1月11日－3月22日）
  - 第3季（2017年7月17日－9月18日）
- Innocent Love 第4至5集（2008年11月10日－17日，富士電視台）：飾演 卓夫
- RESCUE～特別高度救助隊 第1至3集（2009年1月24日－2009年2月7日，TBS）：飾演 古賀敏也
- BOSS 第2集（2009年4月23日，富士電視台）：飾演 藤原優
- 推理要在晚餐後 第8集（2011年12月6日，富士電視台）：飾演 西山珠樹
- ATARU 第3集（2012年4月29日，TBS）：飾演 弓削拓海
- 37歲成為醫生的我〜實習醫生的純情故事〜 第6集（2012年5月15日，關西電視台）：飾演 倉田誠
- Summer Rescue～天空的診療所～ 第1、6、8集（2012年7月8日、8月26日、9月9日，TBS）：飾演 瀨尾隆一朗
- RICH MAN, POOR WOMAN（2012年7月9日－9月17日，富士電視台）：飾演 安岡倫哉
- 蜜愛莉諾柏木 第8至11集（2013年2月1日－3月29日，東京電視台）：飾演 淺利陽介
- 我討厭的偵探 第1集（2014年1月17日，朝日電視台）：飾演 茂呂耕作
- 金田一少年之事件簿N（2014年7月19日－9月20日，日本電視台）：飾演 真壁誠
- 出色的選TAXI 第4、6集（2014年11月4日、18日，關西電視台）：飾演 不良鑑識官
- 最強名醫3（2015年1月8日－3月5日，朝日電視台）：飾演 瀨戶晃
  - 最強名醫 新春特別篇2018（2018年1月4日）
  - 最強名醫FINAL（2023年1月3日）
- 戰鬥吧！書店女孩（2015年4月14日－6月9日，關西電視台）：飾演
- 天使與惡魔-未解決事件匿名交涉課- 第2集（2015年4月17日，朝日電視台）：飾演 大葉貴也
- 妄想女友（2015年5月23日－6月20日，富士電視台）：飾演 高島圭祐[2]
- 酒店禮賓部（2015年7月7日－9月22日，TBS）：飾演 西崎隼人
- 怪盜偵探 山貓 第3集（2016年1月30日，日本電視台）：飾演 滝川学
- 天才妙老爹（2016年3月11日，日本電視台）：飾演 大竹經紀人
- 賢者の愛（2016年8月20日 - 9月10日，WOWOW）：飾演 石田
- 正義のセ 第1集（2018年4月11日，日本電視台）：飾演 向井俊哉
- 執事 西園寺的名推理（東京電視台）：飾演 澤田慎次
  - 執事 西園寺的名推理（2018年4月13日 - 6月8日）
  - 執事 西園寺的名推理2 第1集・第6集 - 最終話（2019年4月19日・5月31日 - 6月14日）
- 繼母與女兒的藍調（2018年7月10日 - 9月18日，TBS）：飾演 田口朝正
  - 2022年謹賀新年特別篇（2020年1月2日）
- 夕凪の街 桜の国2018（2018年8月6日，NHK）：飾演 石川旭
- 孤獨的美食家 Season8 最終話（2019年12月21日，東京電視台）：飾演 広瀬省吾
- 行列の女神〜らーめん才遊記〜 第2集（2020年4月27日，東京電視台）：飾演 「noodle Cafe TMY」店主・坂口琢磨
- 偵探 由利麟太郎 第3集（2020年6月30日，關西電視台・富士電視台系）：飾演 名越恭介
- 默默奉獻的灰姑娘 第3集（2020年7月30日，富士電視台）：飾演 新田奏佑
- OLD ROOKIE 第6集（2022年8月7日，TBS）：飾演 新垣和人
- 風間公親－教場0－ 第3集（2023年4月24日，富士電視台）：飾演 宇部祥宏
- 你回來了!小太郎一個人生活 第5集（2023年5月13日、朝日電視台）：飾演 淺川秀吾
- 特命！警視廳特別會計係 第5集（2023年11月13日，關西電視台・富士電視台）：飾演 日下部一馬
- GO HOME～警視廳身份不明人相談室～ 第1集（2024年7月13日，日本電視台）：飾演 富田純也

### 電影
- 藉著雨點說愛你（2004年10月30日）：飾演 秋穗巧（高中時期）
- 永遠的三丁目的夕陽2（2007年11月3日）：飾演 中山武雄
- 戀空（2007年11月3日）：飾演 健（ケン）
- 消極的快樂、電鋸的邊緣（2008年1月19日）：飾演 渡邊
- 死亡預告（2008年9月27日）：飾演 鴨井洋介
- SPACE BATTLESHIP 大和號（2010年1月23日）：飾演 安藤
- 永遠的三丁目的夕陽 64年（2012年1月21日）：飾演 中山武雄
- 奪命捉迷藏 5（2012年5月26日）：飾演 千石浩太
- 貓侍（2014年3月1日）：飾演 前場新助
- 飛上天空的輪胎（2018年6月15日）：飾演 柚木雅史
- 電影版 空中急診英雄─海空災難最終救援─（2018年7月27日）：飾演 藤川一男
- 電影版 嬌妻出沒注意（2021年3月17日）：飾演 小林大吾
- 婚顧女王（2022年3月12日，松竹） 飾演 真壁宗介

## 外部連結
- 經紀公司個人介紹頁（日語）
- 官方部落格（日語）
- Yosuke Asari的Instagram帳戶
- 浅利陽介 經紀人的X（前Twitter）